# 四氢丹参酮I
四氢丹参酮I（也称为小红参醌B，Trijuganone B）是一种多环有机化合物，分子式C18H16O3，属于一种丹参酮类化合物，存在于在三叶鼠尾草（Salvia trijuga，也称为小红参）、丹参（Salvia miltiorrhiza）等鼠尾草属植物中。相比二氢丹参酮I，四氢丹参酮I少了A环上的一个双键；相比丹参酮I，再少了D环上的双键。

丹参酮I
二氢丹参酮I